# 戴吉
戴吉（1488年—？），字惟謙，直隸徽州府婺源縣人，民籍，明朝政治人物。

## 生平
正德五年（1510年）庚午科應天府鄉試第一百二十八名舉人。正德六年（1511年）中式辛未科會試第三十二名，登第二甲第五十三名進士。授刑部主事，正德十年（1515年）五月考察，以才力不及降调，贬安陆州同知，升衡州府通判。

## 家族
曾祖戴安義；祖父戴文炳，曾任封知州；父戴敏，曾任知府。母張氏（封宜人）；繼母詹氏。重庆下。